# 王氏玄
王氏玄（1992年6月22日—），越南女子举重运动员，2015年亚洲举重锦标赛女子48公斤级金牌得主、2017年亚洲室内与武道运动会女子48公斤级铜牌得主、2019年东南亚运动会女子45公斤级金牌得主。